# Яблунковське міжгір'я
Яблунковське міжгір'я (Jablunkovské medzihorie) — гірський масив в Словаччині, Чехії і Польщі; геоморфологічна підодиниця масиву Західні Бескиди. Найвища точка — гора Кикула (845 метрів).. Місце розташування — Пряшівський край; Моравсько-Сілезький край і Сілезьке воєводство.